# Montaigut-le-Blanc (Puy-de-Dôme)
 Montaigut-le-Blanc  es una población y comuna francesa, situada en la región de Auvernia, departamento de Puy-de-Dôme, en el distrito de Issoire y cantón de Champeix.

## Demografía
| 592 | 524 | 530 | 507 | 568 | 601 |
| Para los censos de 1962 a 1999 la población legal corresponde a la población sin duplicidades (Fuente: INSEE [Consultar]) |     |     |     |     |     |